# Trinorchestia longiramus
Trinorchestia longiramus is een vlokreeftensoort uit de familie van de Talitridae. De wetenschappelijke naam van de soort is voor het eerst geldig gepubliceerd in 1988 door Jo.